# رود کوکوری
رود کوکوری (به لاتین: Kukuri River) یک رود در ژاپن است که در  کانی، گیفو واقع شده‌است.